# Fargesia brevistipedis
Fargesia brevistipedis är en gräsart som beskrevs av Tong Pei Yi. Fargesia brevistipedis ingår i släktet bergbambusläktet, och familjen gräs. Inga underarter finns listade i Catalogue of Life.